# M34 (天体)
座標:  02h 42m 05.0s, +42° 45′ 42″
M34（NGC 1039）は、ペルセウス座にある散開星団。

## 概要
ヘレン・ソーヤー・ホッグによると、約100個の恒星からなる星団である。都市の光から遠く暗い場所であれば裸眼でも見ることができ、双眼鏡を使うと約10個の星が、淡い光の中でちらちらと見える。明るい星のすきまに暗い星があって、中間の明るさの星が少ない。星団内には多くの二重星が含まれている。中心近くには8.0等と8.5等の二重星h1123が、星団の南東部には8.4等と9.1等の二重星ＯΣ44がある。広がったまばらな星団であるため、口径10cm程度の小望遠鏡での観察に適している。

## 観測史
1654年以前にジョヴァンニ・バッティスタ・オディエルナが発見していたが、彼の発見は世に知られず、1764年8月25日にシャルル・メシエが独立発見している。メシエは「アンドロメダ座γ星とほぼ平行よりやや下にある小さな星からできた散開星団。3インチの普通の望遠鏡で星が識別できる」と記している。